# Pitcairnia cyanopetala
Pitcairnia cyanopetala är en gräsväxtart som beskrevs av Ernst Heinrich Georg Ule. Pitcairnia cyanopetala ingår i släktet Pitcairnia och familjen Bromeliaceae. Inga underarter finns listade i Catalogue of Life.